# Volta ao Distrito de Santarém
A Volta al Distrito de Santarém era uma competição de ciclismo profissional que se disputava anualmente no Distrito de Santarém, em Portugal.
Disputou-se entre 2000 e 2008, tendo mudado constantemente de denominação oficial:
- 2000: Grande Prémio Portugal Telecom
- 2001-2002: Grande Prémio Os Mosqueteiros/Rota do Marquês
- 2004: Grande Prémio da Estremadura
- 2005: Grande Prémio Internacional do Oeste
- 2006-2008: Volta ao Distrito de Santarém

A prova consistia em quatro etapas, uma delas contra-relógio. A partida da competição era dada na cidade de Fátima e a meta final em Santarém.
Em 2009 a organização pediu a redução da categoria UCI da prova, de 2.1 para 2.2, a última categoria profissional, podendo competir equipas Continentais e também Continentais Profissionais de Portugal, juntamente com as de sub-23, para permitir uma redução de custos.

## Palmarés
| Ano  | Vencedor                  | Segundo               | Terceiro                |
| ---- | ------------------------- | --------------------- | ----------------------- |
| 2000 | José Azevedo              | José Alberto Martínez | Aitor Osa               |
| 2001 | Igor González de Galdeano | Vitor Manuel Gomes    | Melchior Mauri          |
| 2002 | Rui Lavarinhas            | Joan Horrach          | Bruno Castanheira       |
| 2003 | Cândido Barbosa           | Alexei Markov         | Claus Michael Moller    |
| 2004 | Carlos García Quesada     | Cândido Barbosa       | José Adrián Bonilla     |
| 2005 | Cândido Barbosa           | Aitor Pérez Arrieta   | Carlos Castaño Panadero |
| 2006 | Lars Boom                 | Benjamin Day          | Manuel Lloret           |
| 2007 | Robert Hunter             | Martín Garrido        | Lars Boom               |
| 2008 | Maurizio Biondo           | László Bodrogi        | Andreas Klöden          |

## Palmarés por países
| País          | Vitórias |
| ------------- | -------- |
| Portugal      | 4        |
| Espanha       | 2        |
| Países Baixos | 1        |
| África do Sul | 1        |
| Itália        | 1        |